# Something (Lasgo)
Something è il singolo di debutto del gruppo musicale belga Lasgo, pubblicato il 15 giugno 2001 come primo estratto dall'album Some Things.

## Tracce
CD Singolo
1. Something (Radio Mix) – 3:43
2. Something (Jimmy Goldschmitz Remix) – 6:05

CD Maxi
1. Something (Radio Mix) – 3:41
2. Something (Extended Mix) – 5:56
3. Something (Jimmy Goldschmitz Remix) – 6:05
4. Something (Peter Luts Remix) – 7:41

## Classifiche

### Classifiche settimanali
| Classifica (2001-03) | Posizione massima |
| -------------------- | ----------------- |
| Australia            | 19                |
| Austria              | 9                 |
| Belgio (Fiandre)     | 5                 |
| Danimarca            | 7                 |
| Germania             | 8                 |
| Irlanda              | 18                |
| Paesi Bassi          | 7                 |
| Regno Unito          | 4                 |
| Spagna               | 14                |
| Stati Uniti          | 35                |
| Svizzera             | 59                |

### Classifiche di fine anno
| Classifica (2001) | Posizione |
| ----------------- | --------- |
| Belgio (Fiandre)  | 19        |
| Germania          | 79        |
| Paesi Bassi       | 38        |
| Classifica (2002) | Posizione |
| Austria           | 68        |